# Shijing (sockenhuvudort i Kina, Henan Sheng, lat 38,11, long 114,29)
Shijing är en sockenhuvudort i Kina. Den ligger i provinsen Henan, i den centrala delen av landet, omkring 380 kilometer norr om provinshuvudstaden Zhengzhou. Antalet invånare är 22 043. Befolkningen består av 10 857 kvinnor och 11 186 män. Barn under 15 år utgör 22,0 %, vuxna 15-64 år 67 %, och äldre över 65 år 9,0 %.
Runt Shijing är det tätbefolkat, med 550 invånare per kvadratkilometer. Närmaste större samhälle är Shijiazhuang, 18,0 km öster om Shijing. Runt Shijing är det i huvudsak tätbebyggt.
Genomsnittlig årsnederbörd är 656 millimeter. Den regnigaste månaden är juli, med i genomsnitt 206 mm nederbörd, och den torraste är december, med 4 mm nederbörd.